# Jan Antonín Koželuh
Jan Antonín Koželuh (14. prosince 1738 Velvary – 3. února 1814 Praha) byl český hudební skladatel a varhaník, žák Josefa Segera.

## Životopis
Skladatel Leopold Koželuh byl jeho bratranec. Hudbu studoval ve Vídni a v Praze u Josefa Segera. Krátkou dobu byl učitelem a ředitelem kůru děkanského kostela sv. Bartoloměje v Rakovníku, poté ještě chvíli působil ve Velvarech. Po 30 let pak ale působil v Praze jako koncertní mistr v katedrále svatého Víta a současně po 40 let jako varhaník v Strahovském klášteře. Ve své době patřil k nejuznávanějším českým skladatelům. Byl učitelem mnoha později významných hudebníků, např. Josefa Karla Ambrože či svého bratrance Leopolda Koželuha.

## Dílo
Jeho dílo zahrnuje jak duchovní tak i světskou hudbu včetně italské opery; k nejznámějším operám patří Alexandr v Indii (Allesandro nell' Indie, 1769) a Démofontes (Demofoonte, 1772).